# イージス弾道ミサイル防衛システム

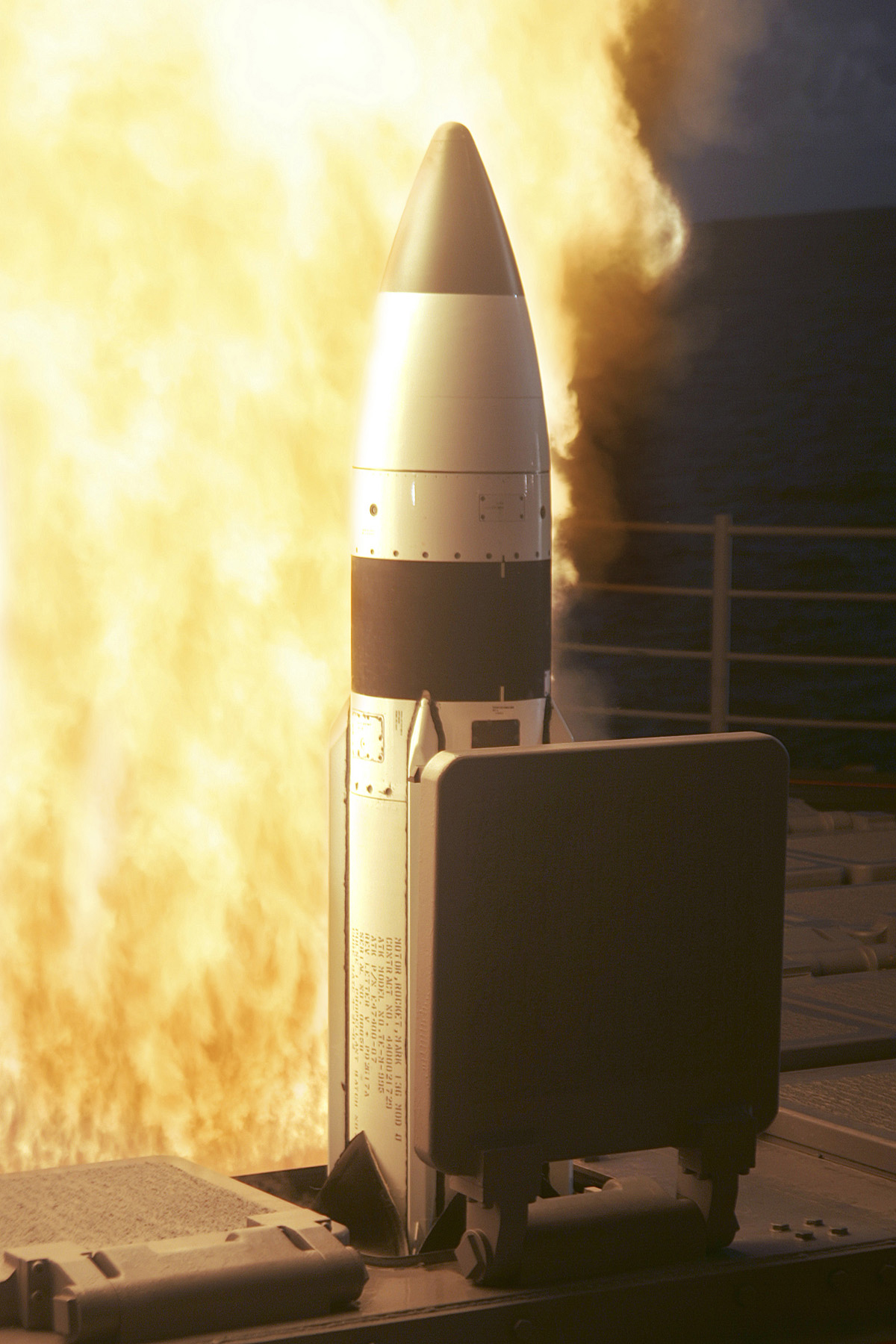
アメリカ海軍のタイコンデロガ級ミサイル巡洋艦レイク・エリーから発射されるRIM-161スタンダード・ミサイル（SM-3）

イージス弾道ミサイル防衛システム（イージスBMDシステム、英語: Aegis Ballistic Missile Defense System）は、イージス艦を用いた弾道ミサイル防衛（Ballistic Missile Defence, BMD）システムである。

## 来歴
艦隊への経空脅威の増大に対抗するため、アメリカ海軍は冷戦下の1960年代末よりイージス武器システム（AEGIS Weapon System、AWS）の開発に着手し、1983年よりタイコンデロガ級ミサイル巡洋艦、また1991年からはアーレイ・バーク級ミサイル駆逐艦にも搭載して、艦隊に配備した。このAWSは、有人の攻撃機・爆撃機や、これらの航空機または艦艇から発射される対艦ミサイルの排除を目的とする究極の艦載防空システムとして位置付けられていた。当時、ソビエト連邦軍はSS-20中距離弾道ミサイルやスカッド短距離弾道ミサイルを配備していたものの、西側諸国からは、SS-20は準戦略兵器として、またスカッドは欧州の地上戦での長距離砲兵として捉えられており、これらの迎撃を目的とした防衛は重視されなかった。
しかし、イラン・イラク戦争や湾岸戦争でスカッドが大量に使用されたほか、ソビエト連邦の崩壊によって弾道ミサイルと関連技術・技術者が第三世界に拡散したことで、戦術弾道ミサイルへの対策が求められるようになった。まず応急的な施策が行われたのち、1993年に成立したクリントン政権において、アメリカ合衆国本土防衛のための国家ミサイル防衛（National Missile Defence, NMD）と、同盟国および海外展開米軍部隊の防衛のための戦域ミサイル防衛（Theater Missile Defense, TMD）の二本柱として再編成された。新しいBMD体制では、先行する戦略防衛構想で検討されていたような宇宙配備システムは棄却され、地上配備システムと海上配備システムに注力することになり、海上配備システムのプラットフォームとして、イージス艦が期待されるようになった。
続くブッシュ政権では、大量破壊兵器や弾道ミサイルの世界的な拡散に対処するため、BMDをさらに推進した。これに伴ってNMDとTMDの区別を廃止して単に"MD"と称することになり、弾道ミサイルの飛翔過程をブースト、ミッドコース、ターミナルの3段階に区分して、それぞれに対処するBMDシステムを整備する縦深的な防御態勢が志向された。イージスBMDは、まずミッドコース迎撃を担当する海上配備システムとして整備されていくことになった。
なお、イージスBMDシステムの開発はアメリカ合衆国国防総省ミサイル防衛局とアメリカ海軍の主導下で行われているが、日本も開発に参加しており、アメリカ海軍と海上自衛隊が導入している。

## 構成

### イージスBMDシステム
BMD機能は、従来のAWSの機能とは大きく異なることから、イージスBMD（AEGIS Ballistic Missile Defense, ABMD）として独自のバージョン管理がなされている。開発にあたってはスパイラルモデルが採択されている。

#### イージスBMD 3.0シリーズ
第一段階としてのイージスBMD 3.0シリーズでは、短距離弾道ミサイル（short-range ballistic missile, SRBM）および準中距離弾道ミサイル（medium-range ballistic missile, MRBM）への迎撃能力が整備された。
2004年9月、交戦機能を省いて、遠距離の捜索と追跡（Long range surveillance & track）機能だけを実装したバージョンとしてBMD 3.0Eが先行して実用化された。これにより、コンピュータ・プログラムの改良によって、レーダー・エネルギーを集中させて弾道ミサイルを追尾することができるようになったほか、IBS（Integrated Broadcast Service、統合同軸報送信サービス）に接続するための端末装置であるJTT（Joint Tactical Terminal）が搭載された。
2005年春、SM-3ブロックIによる交戦機能を追加したBMD 3.0が実用化された。この時点では、BMD 3.0を搭載したのはいずれもタイコンデロガ級であり、アーレイ・バーク級の改修内容は、BMD 3.0Eによる捜索・追跡機能に限られた。
2006年8月、SM-3ブロックIAの運用に対応したBMD 3.6が承認・実用化された。BMD 3.0はあくまで予備的な交戦機能（Preliminary Engagement Capability）しか備えていなかったのに対し、BMD 3.6は実戦的な交戦機能（Operational Engagement Capability）を備えたものと位置付けられている。スタンダードSM-3の精密な射撃のため、発射直前まで精確なGPSデータを算出するシステム（VGI）が導入されており、膨大な情報を処理するため、C&Dに補助コンピュータが追加されているほか、Mk.41発射機も、SM-3発射時の圧力に耐えられるように強化されるとともに、データ転送用の光ファイバー回線も追加された。これにより、発射時の座標は、個々のミサイル・セルの単位で直前まで正確に計算され、入力される。BMD3.6はタイコンデロガ級とアーレイ・バーク級の両方に搭載されていったほか、日本のこんごう型でも搭載された。
サブバージョンとしてのBMD 3.6.1では初期的なLOR（Launch on Remote）が導入された。これは自艦の前方に展開した他のセンサーからの情報に基づいてSM-3を発射、自艦のレーダーで目標を捉えた時点で最終誘導に入って迎撃するものである。

#### イージスBMD 4.0シリーズ
第二段階としてのイージスBMD 4.0シリーズでは、迎撃ミサイルをSM-3ブロックIBに更新することで、SRBM・MRBMに加えて、限定的ながら中距離弾道ミサイル（IRBM）への迎撃能力も付与された。またLOR機能も更に拡張されるほか、新型のBSP（BMD Signal Processor）を導入するなど、レーダー信号処理能力の強化も図られた。

#### イージスBMD 5.0シリーズ
BMD 4.0をもとに、AWSベースライン9.C1と統合したのがBMD 5.0である。BMD 4.0以前では、対空戦（Anti-aircraft warfare, AAW）機能とミサイル防衛（BMD）機能とで異なるプログラムを切り替えて使用していたが、BMD 5.0では同時に使用できるようになり、IAMD（integrated air and missile defense）が実現されることとなった。改良型のBMD 5.0CUでは、SM-6の運用にも対応し、終末段階での弾道ミサイル迎撃も可能となった。
BMD 5.1はAWS ベースライン9.C2と統合されたものとなり、迎撃ミサイルをSM-3ブロックIIAに更新してIRBMへの本格的な対処能力を獲得するとともに、EOR（Engage on Remote）にも対応する。これは、イージスBMD艦自身のレーダーで目標を探知する前に、地上レーダーや衛星などからの情報だけで迎撃ミサイルを発射し、前方のレーダーに管制を委ねて迎撃するものであり、これによりSM-3ブロックIIAの長射程を活かし、自艦のレーダー範囲外の目標も迎撃することができる。
BMD5.0シリーズはAWSベースライン9を搭載するアーレイ・バーグ級、日本のまや型には建造当初から搭載される。また、AWSベースライン4を搭載するタイコンデロガ級、日本のあたご型にはBMD5.0シリーズへの改修工事（近代化改修）が予定されている。

### 迎撃ミサイル

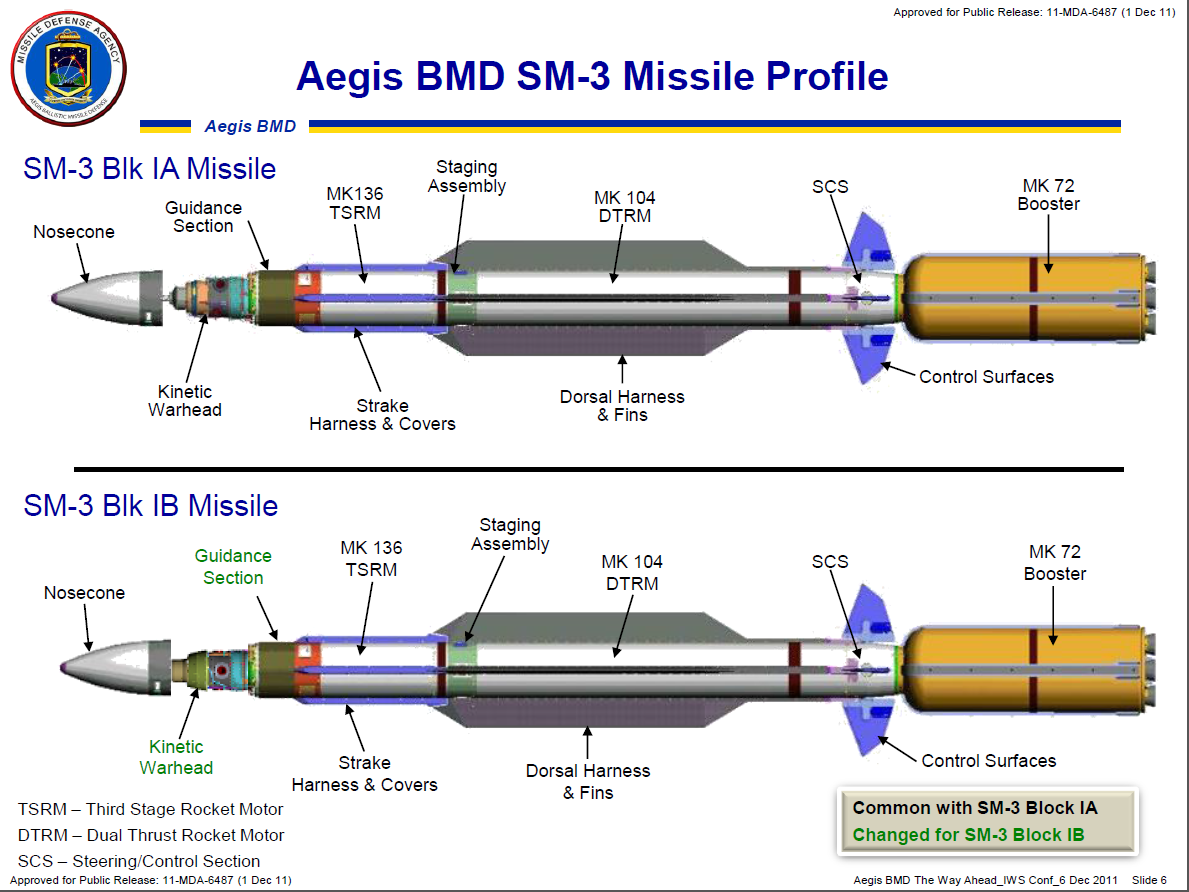
RIM-161スタンダード・ミサイル（SM-3）

もともと、イージス艦によるTMDは、下層防衛を担当するSM-2ERブロックIVAによる海軍地域防衛（Navy Area Defense, NAD）と、上層防衛を担当するSM-3による海軍戦域広域（Navy Theater Wide, NTW）の2種類が存在した。NADのほうが先行していたものの、2001年末にNADの中止が決定されたため、NTWとイージスBMDは同義として扱われるようになった。
その後、SM-2ERブロックIVAにかわる下層防衛用の迎撃ミサイルとして、SM-6を用いたSBT（sea-based terminal）の実験がなされている。

### フライト・テスト

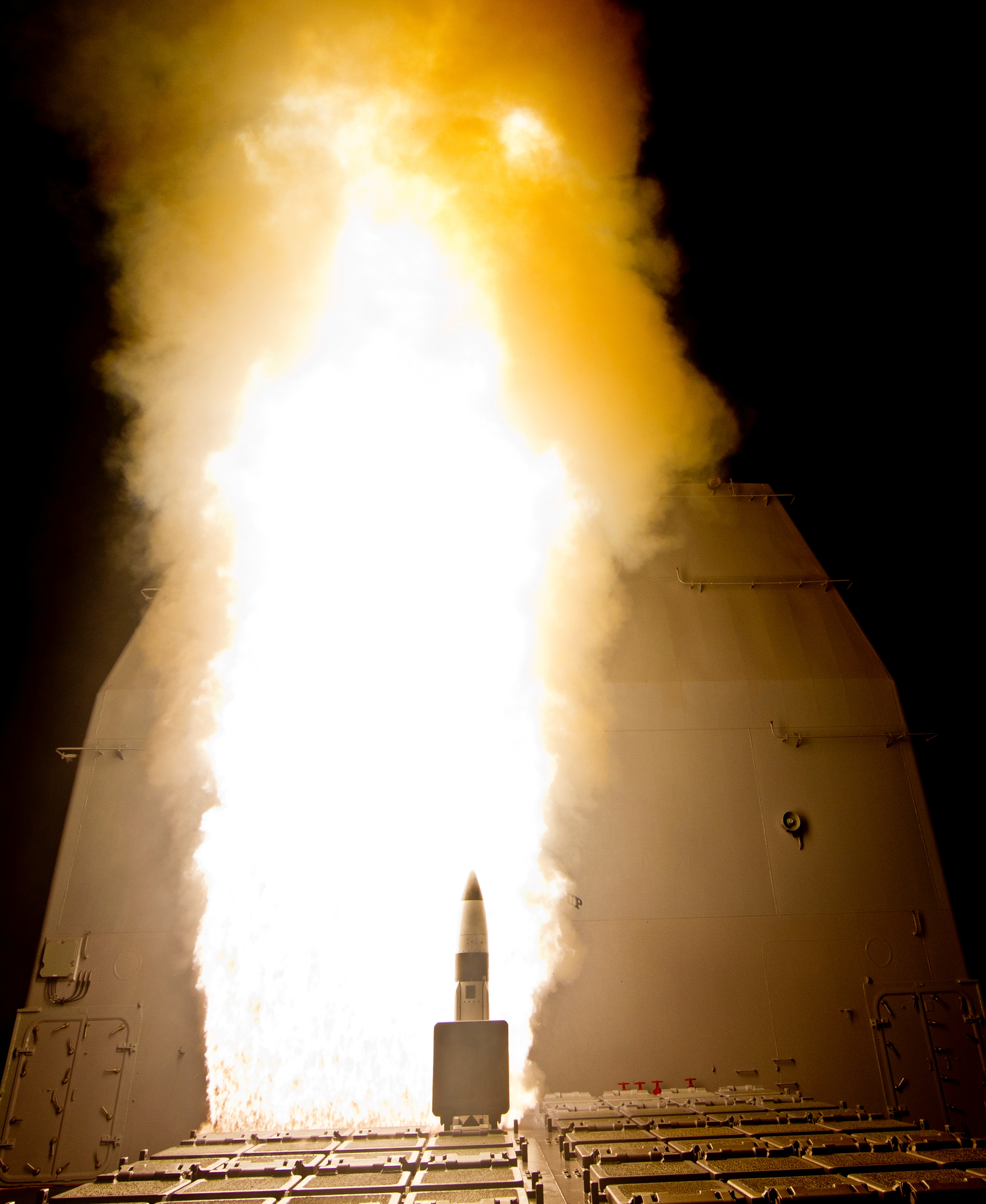
FTM-18 SM-3の打ち上げ（2012年6月7日）

2002年からSM-3を用いて23回の大気圏外での迎撃実験が行われ18回で迎撃に成功した。うち5回は日本の海上自衛隊によるもので4回の実験が成功を収めた。SM-2ブロック4を用いた大気圏内迎撃実験は、3回行われ全てで成功した。これらの実験とは別に、軌道を外れた人工衛星USA-193が2008年2月20日にSM-3ブロック1Aを用いて撃墜された。
国防省の運用試験評価局は、SM-3ブロック1Aを用いたミッドコース段階での準中距離弾道ミサイルを迎撃する能力を継続的に示していることを確認したとしている。
初めての試験であるFM-2は2002年1月25日に行われ、SM-3を用いてUnitary TTV short-range targetを大気圏外で迎撃することに成功した。
2003年6月18日に行われたFM-5では、初めて目標の迎撃に失敗した。
2005年11月17日に行われたFTM 04-2 (FM-8)では、初めて分離型の準中距離ターゲットが目標として用いられ、撃墜に成功した。
2007年12月17日に行われたJFTM-1では、海上自衛隊の「こんごう」がカウアイ島の太平洋ミサイル試射場から発射された分離型の準中距離ターゲットの撃墜に成功した。
2008年11月19日のJFTM-2では、海上自衛隊の「ちょうかい」が分離型の準中距離ターゲットの撃墜に失敗した。
2009年10月17日に行われたJFTM-3では、海上自衛隊の「みょうこう」が分離型の準中距離ターゲットの撃墜に成功した。レイク・エリーとポール・ハミルトンが目標追跡に協力した。
2010年10月28日に行われたJFTM-4では、海上自衛隊の「きりしま」が分離型の準中距離ターゲットの撃墜に成功した。レイク・エリーとラッセルが目標追跡に協力した。
2011年4月14日に行われたFTM-15では、ブロック1Aを用いて中距離弾道ミサイルの迎撃に成功した。「Launch on Remote」が初めて試みられた例でありクェゼリン環礁から発射された射程3000-5500kmのトライデント改造標的を1000km以上離れたウェーク島のAN/TPY-2が探知し、情報をオカーンに伝達してSM-3を発射した。
ブロック1Bを使用する初のテストとなったFTM-16は2011年9月1日におこなわれ、「レイク・エリー」は短距離弾道ミサイルの撃墜に失敗した。
2017年2月3日に行われたSFTM-01では、ブロック2Aを使用する初のテストとなり、「ジョン・ポール・ジョーンズ」が準中距離弾道ミサイル標的の撃墜に成功した。
2017年6月21日に行われたブロック2Aを使用するSFTM-02では、「ジョン・ポール・ジョーンズ」が中距離弾道ミサイル標的の撃墜に失敗した。
2018年9月12日に行われたJFTM-5では、海上自衛隊の「あたご」がSM-3ブロック1Bにより分離型の準中距離ターゲットの大気圏外での迎撃に成功した。
2019年11月に行われたJTX-06では、海上自衛隊の「あしがら」がSM-3の発射を伴わない弾道ミサイル標的の追尾・迎撃試験を実施した。
2020年11月16日に行われたFTM-44では、「ジョン・フィン」がSM-3ブロック2Aにより大陸間弾道ミサイル標的の撃墜に成功した。SM-3シリーズにとって初のICBMを標的とした試験である。
2022年11月に行われたJFTM-07では、海上自衛隊の「まや」及び「はぐろ」が試験を実施。同月16日に「まや」がSM-3ブロック2Aにより中距離弾道ミサイル標的の迎撃に成功した。これは海上自衛隊護衛艦としては初めてのSM-3ブロック2Aの発射及び迎撃成功となった。続いて同月19日に「はぐろ」がSM-3ブロック1Bにより短距離弾道ミサイル標的の迎撃及びSM-2ブロック3Bによる巡航ミサイル標的の迎撃を同時に行い、成功した。さらに同月21日には模擬弾道ミサイル標的に対して、エンゲージ・オン・リモート（EOR）での試験を実施。「まや」の探知情報を利用して「はぐろ」がSM-3ブロック2Aを模擬発射し、両艦が連携しての迎撃機能を確認した。

## 配備

### アメリカ海軍
FY2011時点で23隻のタイコンデロガ級巡洋艦とアーレイ・バーク級駆逐艦がBMD能力を獲得しており、111のSM-3ミサイルが配備されている。現在の計画ではFY2016までにBMD能力獲得艦は33隻に増勢し、SM-3ミサイルの数は257発に増加する。

### 日本

#### 護衛艦によるミサイル防衛
1993年5月29日の北朝鮮によるミサイル発射実験を受けて、同年12月、日米による戦域弾道ミサイル防衛（TMD）検討の作業部会が設置され、日本政府でもミサイル防衛能力について本格的な検討が開始された。
平成7年度から、正式に「我が国の防空システムの在り方に関する総合的調査研究」に着手。1998年8月31日のテポドン1号の発射実験を受けて、対処手段の具体的検討に入り、1999年より海上配備型システムについて海自と米海軍による日米共同技術研究が開始された。
2003年12月、小泉純一郎政権下で安全保障会議及び閣議（第2次小泉内閣）において「弾道ミサイル防衛態勢の整備」を決定した。
2004年4月、航空自衛隊のパトリオットミサイル・システムの能力向上やBADGEシステムの改修とともに、こんごう型（63DDG）へのイージスBMDシステム搭載が決定された。これを受けて、平成16年度から平成19年度予算で、同型4隻へのイージスBMD 3.6システム搭載改修が順次に実施された。各艦は改修後、カウアイ島沖の太平洋ミサイル試射場での迎撃実験を経て帰国し、配備についている。これらの艦に搭載するSM-3ブロック1Aミサイルは、有償援助調達（FMS）によって36発が購入された。上記のとおり、各艦が1回ずつの迎撃実験を行っており、毎回1発ずつを発射していることから、残弾は32発である。これらのミサイルの調達や各艦のBMD改修、迎撃実験などに要したコストは、合計で約1,500億円であった。
2004年-08年に建造されたあたご型（14DDG）は、建造当初はイージスBMDシステムを搭載していなかったが、AWSをベースライン9にアップデートするのとあわせてイージスBMD 5.0システムを搭載することになり、2016年より改修が開始されている。
2017年から建造が開始されたまや型は、建造当初からBMD5.1を搭載し、すべてのSM-3の発射に対応できるように能力の向上が図られる。
また日本はSM-3ブロック2Aの開発に参加しており、クラムシェル型ノーズコーンと第二弾ロケットモーター、キネティック弾頭の一部を担当している。2波長赤外線シーカーについては日米で異なる種類のものを開発し、どちらかを採用する。
2009年4月5日に行われた北朝鮮によるミサイル発射実験の際には、ロケット本体や破片が日本の領土、領海に落下した場合に迎撃することが決定された。事前に防衛大臣（当時：浜田靖一、麻生内閣）から「弾道ミサイル等に対する破壊措置命令」が発出され、自衛隊はBMD統合任務部隊を編成した。「こんごう」および「ちょうかい」が日本海へ、PAC-3部隊が東北地方と首都圏の自衛隊駐屯地に展開された。ミサイルは11時37分頃に東北地方から太平洋に通過し破壊措置命令は解除された。
2012年4月に予定されている北朝鮮によるミサイル発射実験では、ミサイルは黄海沿岸の平安北道鉄山郡東倉里から南方に打ち上げられ沖縄県先島諸島上空を通過すると見られる。2009年の際と同様に領土領海への破片落下の際に迎撃することが決定し、3月30日に破壊措置命令が発令された。沖縄周辺海域に2隻、日本海に1隻のこんごう型護衛艦を配置する。
2016年8月3日に北朝鮮が発射の兆候が掴みにくい移動式発射台からノドンを発射し、秋田県男鹿半島の西の海域に落下した。これを受け、それ以降破壊措置命令は3ヶ月毎に更新され続けており「常時発令」体制となっている。防衛省の敷地内にPAC-3・日本海にイージス艦という配置にて北朝鮮のミサイルに対する継続警戒を行っている。

#### イージス・アショアによるミサイル防衛構想の頓挫
2017年、日本政府はイージス・アショア（英: Aegis Ashore、陸上配備型のイージス・システム）の導入を決定した。防衛省は防衛白書においてその背景を北朝鮮の核実験の実施及びミサイル発射実験が頻発していること等を理由に説明しており、2018年、配備地を秋田、山口に決定した。
2019年6月、地元住民への説明を行っている段階で報告書に誤りが発覚した。防衛省は、パソコン上で水平距離と高さの縮尺が異なる地形断面図を作成して紙に印刷し、その紙上を分度器で測って角度を求めたため、周辺の山までの仰角が実際は約4度のところ、誤って15度とする誤りが生じたと説明した。しかし、防空やミサイル防衛に携わる者にとって仰角計算は基本中の基本であることから、このような稚拙な誤りに基づいて、陸上自衛隊新屋演習場以外に適地はないとした報告書の信頼性は損なわれることとなった。
2019年6月に秋田市で開催された説明会では住民の怒号が飛び交い、説明会で防衛省東北防衛局調達部次長が居眠りをするなどの失態もあり、怒った住民参加者により、伊藤茂樹防衛省東北防衛局長のマイクが奪われるなどの混乱も生じた。これらの事態を受け、6月17日に岩屋毅防衛大臣が秋田県庁や秋田市役所を訪れ、佐竹敬久秋田県知事及び穂積志秋田市長に対し、謝罪を行った。
山口県でも地元萩市の藤道健二市長から「調査に対する信頼が損なわれることにもなりかねない」との批判が出るなどし、7月3日に岩屋毅防衛大臣が山口県庁を訪れ、村岡嗣政山口県知事や、藤原萩市長に謝罪を行った。
一連の事態に関し、岩屋防衛大臣は更迭人事などは行わない方針を示していたが、7月10日付の人事で、本省では計画を担当した深澤雅貴官房審議官がサイバーセキュリティ・情報化審議官に異動となり、東北防衛局でも伊藤東北防衛局長が報道官に、説明会で居眠りをした調達部次長が北関東防衛局調達部付にそれぞれ異動となるなどした。
9月には自由民主党秋田県支部連合会会長の金田勝年衆議院議員が、「ずさんな調査や緩みがあったことは残念だ」と防衛省の対応を批判した上で、全候補地のゼロベースでの再調査を申し入れ、これを受けた防衛省は、秋田県、青森県、山形県の20の国有地の再調査を行った。
2020年6月15日、河野太郎防衛大臣はSM-3のイージス・アショア配備に関するプロセスを停止することを表明した。迎撃ミサイルを発射する際に使う「ブースター」と呼ばれる推進補助装置を、演習場内に落下させると説明していたが、確実に落下させるためには、ソフトウェアの改修だけでは不十分だと分かったためである。12月にはイージス・アショアの代替案として海上自衛隊のイージス・システム搭載艦が発表された。

#### イージス・システム搭載艦によるミサイル防衛構想
2020年12月18日、日本政府は「新たなミサイル防衛システムの整備等及びスタンド・オフ防衛能力の強化について」と題する閣議決定を行い、その中で、イージス・アショアの代替案について、「イージス・システム搭載艦」を2隻建造し、それらを海上自衛隊が運用すると決定した。
2021年1月27日、アメリカミサイル防衛局と米海軍イージス艦の技術部門代表（TECHREP）は、米ニュージャージー州ムーアズタウンにおいて、AN/SPY-7を搭載したイージス武器システムベースラインJ7.Bのソフトウェアのリリースに伴う試験に成功した。2018年にイージス・アショアの導入決定と同時に、AN/SPY-7の導入を決定して以来、AN/SPY-7に適合した日本向けイージス武器システムの開発が進められていたが、今回の試験によって、試験的に海上配備されたAN/SPY-7を搭載したイージス武器システムベースラインJ7.Bが、弾道ミサイル防衛（BMD）目標の捜索・追跡・識別を行う能力を有することが確認された。
イージス武器システムベースラインJ7.Bは、既に海上自衛隊のまや型護衛艦で運用されているベースラインJ7の改良型で、AN/SPY-7を搭載することができ、米海軍のイージス艦に搭載されるベースライン9及びベースライン10（予定）の機能を有する。
次回の試験は2021年10月に、イージス武器システム全体の能力向上試験が実施され、システム完成後はAegis Production Test Center（PTC）にて、イージス武器システムの適合試験・認証取得が実施される予定である。

### ヨーロッパ
欧州ミサイル防衛システム（英語: NATO missile defence system）の強化計画であるEPAA(European Phased Adaptive Approach)の一角を担うものとして採用された。米国が進めるIAMD（統合防空ミサイル防衛）と歩調を合わせる形で、BMD対応イージス艦と陸上型システムであるイージス・アショアが導入される。1つのイージス・アショアは陸上型SPY-1レーダーと24基のSM-3ミサイルを備えるVLS（Vertical Launching System, 垂直発射システム）から構成される。VLSは海軍のイージス艦で用いられている既存のVLSを基に移動可能なものが開発される。

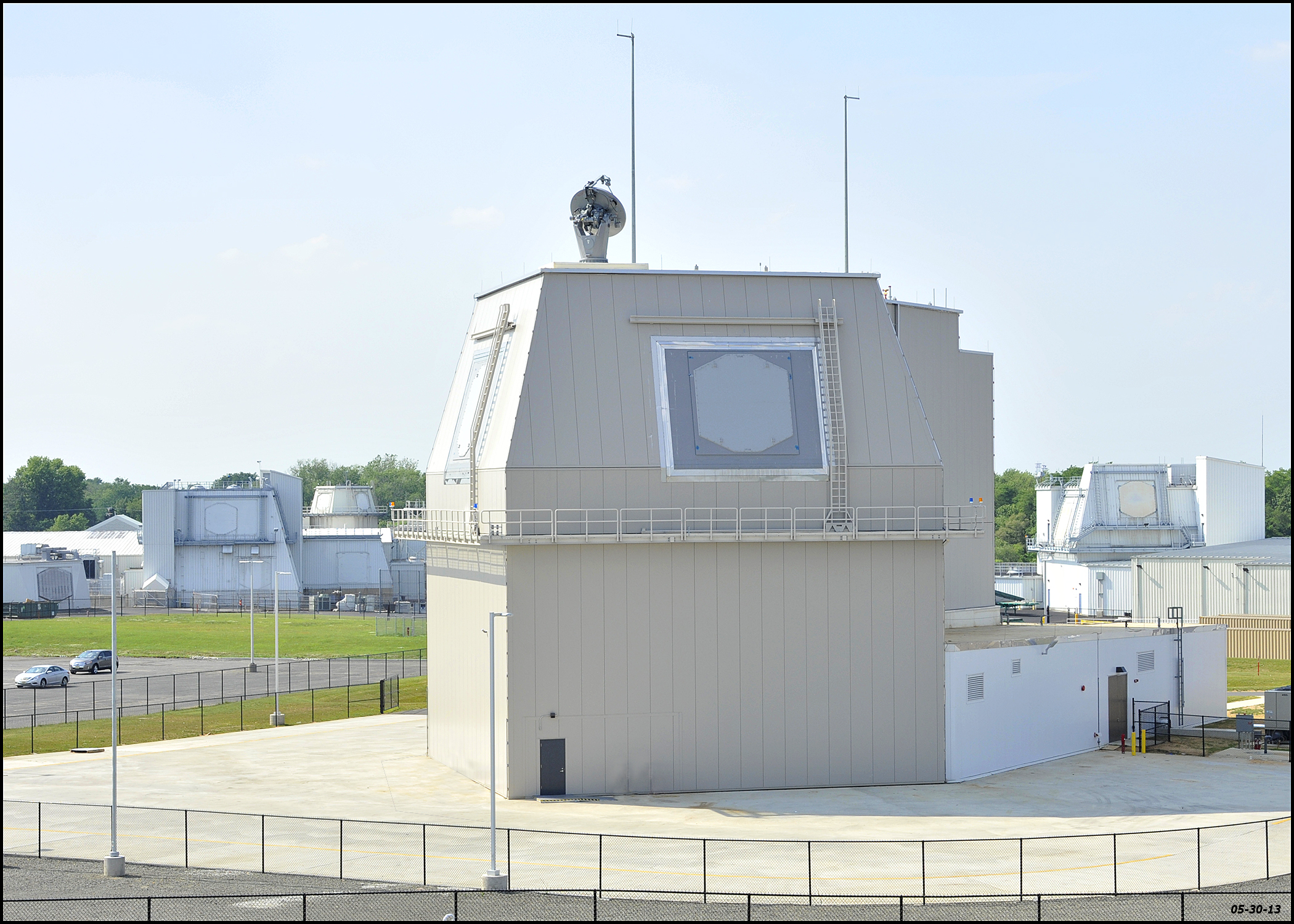
イージス・アショア・サイト。ロッキード・マーティン社の施設。画像はルーマニア向けのもの。

EPAAは以下の4段階に分けられ、2011年から2020年にかけて漸進的に進められる。
- 第一段階 - 2011年までにブロック1Aを装備したアメリカ海軍の既存のBMD対応イージス艦をヨーロッパに配備する。以後の段階でヨーロッパに配備されるイージス艦も増強される。最初に派遣されたのはノーフォーク海軍基地を母港とする「モンテレー」で、2011年3月から半年間地中海に配備された。2011年10月5日にアメリカとスペイン、NATOは共同で、4隻のBMD能力獲得イージス艦をスペインのロタに2014年から前進配備させると発表した。
- 第二段階 - 2015年を目標としてイージス・アショア・サイトを1つ南ヨーロッパ（ルーマニアを予定）に建設し、SM-3ブロック1Bが新たに配備される。
- 第三段階 - 2018年を目標として新たに中距離弾道ミサイルにも対応し、2つ目のイージス・アショア・サイトを北ヨーロッパ（ポーランドを予定）に建設する。SM-3ブロック2Aが新たに配備される。
- 第四段階 - 約10年後を目標としてブロック2Bを用いて中東からの大陸間弾道ミサイルに対応させる。